# Springvale (hrabstwo Columbia)
Springvale – miasto w Stanach Zjednoczonych, w stanie Wisconsin, w hrabstwie Columbia.